# 埃文斯·卡尔逊
埃文斯·福代斯·卡尔逊（英語：Evans Fordyce Carlson，1896年2月26日—1947年5月27日）是太平洋战争时期的美国海军陆战队准将，美军特种战争的开创者之一。在中国抗日战争初期曾多次深入前方，在华北敌后实地走访千余公里，写了多本关于中国抗战的著作。

## 早年
父亲是联合基督教会（公理会）教长。1910年埃文斯离开在佛蒙特州的家，1912年埃文斯加入美国陆军当兵。受家庭影响，埃文斯笃信基督教，对《新约》百读不厌，后来思想倾向基督教社会主义（“解放神学”），主张新英格兰清教徒传统的民主、平等。

## 美国陆军服役
先后在菲律宾、夏威夷服役。 1916年以上士身份退伍。一年后重新加入陆军，参与了对墨西哥的武装干涉。

## 第一次世界大战
美国加入第一次世界大战后，埃文斯在法国战场投入作战，获得战伤V字袖章 (后改为紫心勋章) 。1917年5月升为少尉。1917年12月任野炮连连长。参加了驻德国的占领军。1921年从美国陆军退役。

## 美国海军陆战队服役
1922年埃文斯以列兵身份加入海军陆战队。1923年再次被授予少尉军衔。在弗吉尼亚州匡提科海軍陸戰隊基地完成训练后，1924年驾艇实习航行至波多黎各庫萊布拉島并在此受训5个月以准备加入太平洋舰队西部海岸警卫队工作。1925年申请航空训练，被派往佛罗里达州海军彭萨科拉航空站短期受训。
第一次中国之行
1927年至1929年在上海的美国海军陆战队服役。
尼加拉瓜
1930年参加了美国占领尼加拉瓜行动，担任尼加拉瓜国民警卫队军官。以中尉身份指挥12名美国海军陆战队员守卫一个据点，成功抗击了100余名当地反抗者的夜袭，获得了美国海军十字勋章。1931尼加拉瓜地震时在马那瓜表现优异，1932年至1933年任马那瓜警察局长。
任罗斯福总统的官邸陆战队侍卫长
1933年富兰克林·罗斯福总统上任后，以上尉军衔担任总统在白宫与佐治亚州沃姆斯普林斯度假地（即温泉官邸）的陆战特遣分队长官，与总统及其儿子詹姆斯·罗斯福结下友谊。
第二次中国之行
1933年调任在上海的第4海军陆战团任上尉情报官，不久转任驻北平东交民巷的陆战队特遣队担任副官并学习中文。1933年在北平结识美国记者埃德加·斯诺。1935年6月27日白坚武联合石友三部叛变投敌的铁甲车队第6中队长段春泽（段承泽）从丰台出发企图用铁甲车冲进北平的永定门城豁口，炮击时落弹二龙坑路，东北军万福麟所部吕正操团奉命抗击并穿插截击取胜，是为白坚武事件（又称丰台暴动）。《吕正操回忆录》写：“欧美驻华使馆的武官和记者也到永定门上的指挥部参观、采访。我团官兵受到很大教育和鼓励。其中有个美国驻华武官卡尔逊直接向我表示同情和赞扬。抗战后，他曾两次来冀中抗日根据地找我，进行参观、访问。”
卡尔逊1936年经日本回到美国，在匡提科海軍陸戰隊基地进入海军陆战队学校学习，并在喬治·華盛頓大學学习国家法与政治。
第三次中国之行
1937年7月赴中国学习中文，并在国民革命军任军事观察员。行前罗斯福总统要求卡尔逊：“我要你不时写信给我，直接寄给白宫。告诉我你干得怎样，告诉我那里发生了什么事情。”卡尔逊不定期给罗斯福总统的秘书玛格丽特·莉·汉德小姐写信报告中国情况。目睹了淞沪抗战巷战的惨烈。
淞沪抗战接近结束时，埃德加·斯诺从北平抵达上海。卡尔逊阅读了其著作“红星照耀中国”的手稿副本。经其上司哈利·E·亚内尔海军中将批准，经过蒋介石的美国顾问端纳的联系，国共两方同意后，1937年11月19日从上海出发，取道汉口（会见中共驻武汉代表董必武）、12月3日抵达西安（会见八路军驻西安代表林伯渠）、潼关、临汾，于1937年12月到达山西省洪洞县高公村的八路军总部，访问了总司令朱德、总政治部主任任弼时、副参谋长左权、作家丁玲等。任弼时系统全面介绍了八路军的政治工作，官兵一致、军民一致、瓦解敌军、宽待俘虏等工作原则。卡尔逊在此停留了十余天，并邂逅史沫特莱。还向洪洞县的英国传教士初丁格尔夫妇询问了对八路军的看法。圣诞节后，在卡尔逊的一再要求下，八路军派出一支小分队护送其赴晋察冀敌后抗日根据地，在作家周立波的陪同下，开始了他第一次长达51天的华北敌后2500里之行。周立波以此次旅途经历写了一本书《晋察冀边区印象记》。途中遇到了前往八路军总部开会的刘伯承师长。在辽县的第一二九师师部会见了副师长徐向前、政治部主任张浩、旅长陈赓等人。之后陈锡联团长率一支小分队护送过正太铁路。1938年1月29日到达晋察冀边区驻地河北省阜平县。后越北同蒲铁路到晋西北访问了贺龙的第一二〇师师部。几天后在洪洞县马牧村再次见到朱德，次日送别迁往太行的八路军野战总部。1938年2月28日抵达国民政府所在地汉口。1938年4月初，到台儿庄战场，记录描述了台儿庄战后的情形，会见了李宗仁、孙连仲等将军。1938年5月5日至8月7日再次访问华北敌后，考察群众运动和国共合作情况。从西安出发，乘坐一辆运药品的卡车赴陕北，在延安停留了十天，会见了中共领袖毛泽东与张闻天。毛泽东派遣刘白羽等5位青年文艺工作者陪同卡尔逊第二次华北敌后2400公里之行。在绥蒙地区，会见了邓宝珊、马占山等抗日将领。进入晋西北后，在岢岚县会见了与共产党密切合作的续范亭将军。在岚县又见到了贺龙师长。贺龙派出一支小分队护送通过同蒲铁路进入五台地区，看到一年来的晋察冀边区在政治和经济上得以巩固。七七事变一周年当天，通过了平汉铁路进入冀中，在冀中军区驻地任丘县会见了吕正操将军，了解平原地区开展游击战的方法。赴南宫县去见正在开辟冀南军区的徐向前，巧遇了正在该地检查工作的邓小平，从邓口中第一次得知抗战头一年日本的军事物资一多半进口自美国。8月初在郑州火车站向陪同了5000里的五名青年道别。回到汉口后，卡尔逊对来采访的欧美记者回答一切问题并允许披露他的名字，对八路军的抗日根据地的军政制度赞不绝口。1938年9月16日接到了不得在公开场合发表谈话的命令，并勒令立即回国。卡尔逊随即向海军部提出辞呈。1938年12月底回到美国，专职写作、演讲，四处鼓吹援助中国的抗日事业，对抗日本对美国的急迫的军事威胁。
1940年出版了《中国的军队：它的组织和军事效能》、《中国的双星》两本书，并在《美亚杂志》发表《非正统的战争在继续》、《中国的经济民主》、《欧洲盟约与中国的前途》、《美国面临东方危机》等文章，阐明其对敌后抗战的认识。
第四次中国之行
1940年底至1941年1月下旬访问中国，考察 了路易·艾黎的工业合作运动，采用了工合概括这种精神。直接给罗斯福总统写了十七封信，反映其耳闻目睹，作详尽的报告。罗斯福总统也曾读过埃德加·斯诺的《红星照耀中国》，同斯诺有过几次面谈。因而罗斯福总统对中共的抗战情况有所了解。
1941年再次入役，任陆战队少校。
第二次世界大战, "卡尔逊突击队"
1942年2月担任海军陆战队第二突击营中校营长。由于卡尔逊对罗斯福总统及其长子詹姆斯·罗斯福的影响力，美国海军陆战队司令准许仿效八路军的风格创建该突击营。詹姆斯·罗斯福担任副营长。卡尔逊从七千候选者中挑出了一千人，绝大部分来自美国西部和南部。卡尔逊要求每个军人都懂得为什么而战，只有那些作战目的明确、有吃苦耐劳决心的人才能入选。对军官的挑选更为严格，卡尔逊要求他们有民主理想、机智、有应变能力。部队组训期间，卡尔逊建立“公开谈话制度”，对士兵进行政治教育并接受士兵的批评建议。全副武装每天行军40英里，学习爬山游泳、白刃格斗、锻炼忍饥耐渴能力。在官兵关系上，要求军官放弃传统特权，取消在服装、饮食、装备上的优待，与士兵同甘苦，军官要以身作则，“以自己的人格和能力来证明作为领岫的资格”。还提倡军事民主，把作战计划交给士兵讨论，鼓励士兵提出自己的意见。
按照美国军事传统，军官与招募入伍人员之间鸿沟分明。即使经验丰富的军士官也应该对最年轻、青涩的少尉军官表现恭顺。卡尔逊本人在陆军与海军陆战队的军官与军士不同身份的从军经历让他相信官兵之间壁垒森严对军队并不是最佳实践。卡尔逊认为八路军的官兵打成一片的方式更优。干部是为部队及其下属服务，而不应该是被伺候。责任，而非特权，是第二突击营组建后战斗力的核心要素。卡尔森采用人人平等与团队建设方法，宣传推广高级军士指导初级军官的成长并与军官合作以改进连队工作。更具有争议性的是，对下属军人“道德灌输”以明白为何而战从而坚定信念。

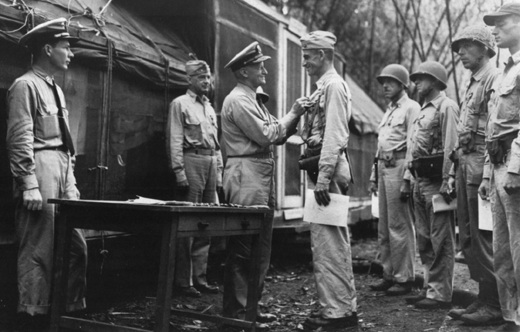
1942年9月30日，海军上将尼米兹给卡尔逊中校授勋。

对海军陆战队影响更为久远地是卡尔逊中校改变了连队的建制组织，把传统的八人制的班改为十人制：班长与3个三人火力组，每组准备一支勃朗宁自动步枪、一支汤普森冲锋枪、一支M1加兰德步枪。
卡尔逊指挥海军陆战队第二突击营于1942年8月17日至18日发动了马金岛突袭战，因而获得了第二枚海军十字勋章。1942年11月在瓜达尔卡纳尔岛日军敌后登陆，经受了40天的游击作战。12月4日与瓜岛上的美军主力会合。因这次战斗中非凡的英勇与杰出的领导力获得了第三枚海军十字勋章。
1943年3月15日，计划把4个突击营组建为第一突击团，由第三突击营指挥官哈里·利弗西奇上校任团长。一周后，卡尔逊改任副团长，更为正统风格的Alan Shapley接任第二突击营营长。在一个月内，第二突击营被改编回标准编制，第一突击团的4个营的编制整齐划一。但卡尔逊首创的三个火力组被保留，不久后被整个海军陆战队普遍采用。
其后在太平洋战场
卡尔逊后来回到美国治疗疟疾与黄疸，并担任沃特·旺格的电影《“工合”：卡尔逊的马金岛突袭战》的技术顾问。（1943年12月公映）。
1943年11月回到太平洋战场作为军事观察员参加了塔拉瓦戰役，并志愿从前沿观察所通过日军火力封锁到海军陆战队第二师师部汇报重要情报。1944年塞班島戰役中，卡尔逊在前沿观察所救助一名受伤的无线电军士时受重伤，荣获第二枚紫心勋章。
1944年8月14日，朱德、周恩来、叶剑英、聂荣臻致函卡尔逊，称他是“真正代表美国民主的朋友”，感谢他“正在呼吁、撰文和工作，将我们战斗和谋求合作的真况告知所有盼望击败法西斯的正直的人们”。

## 退役与去世

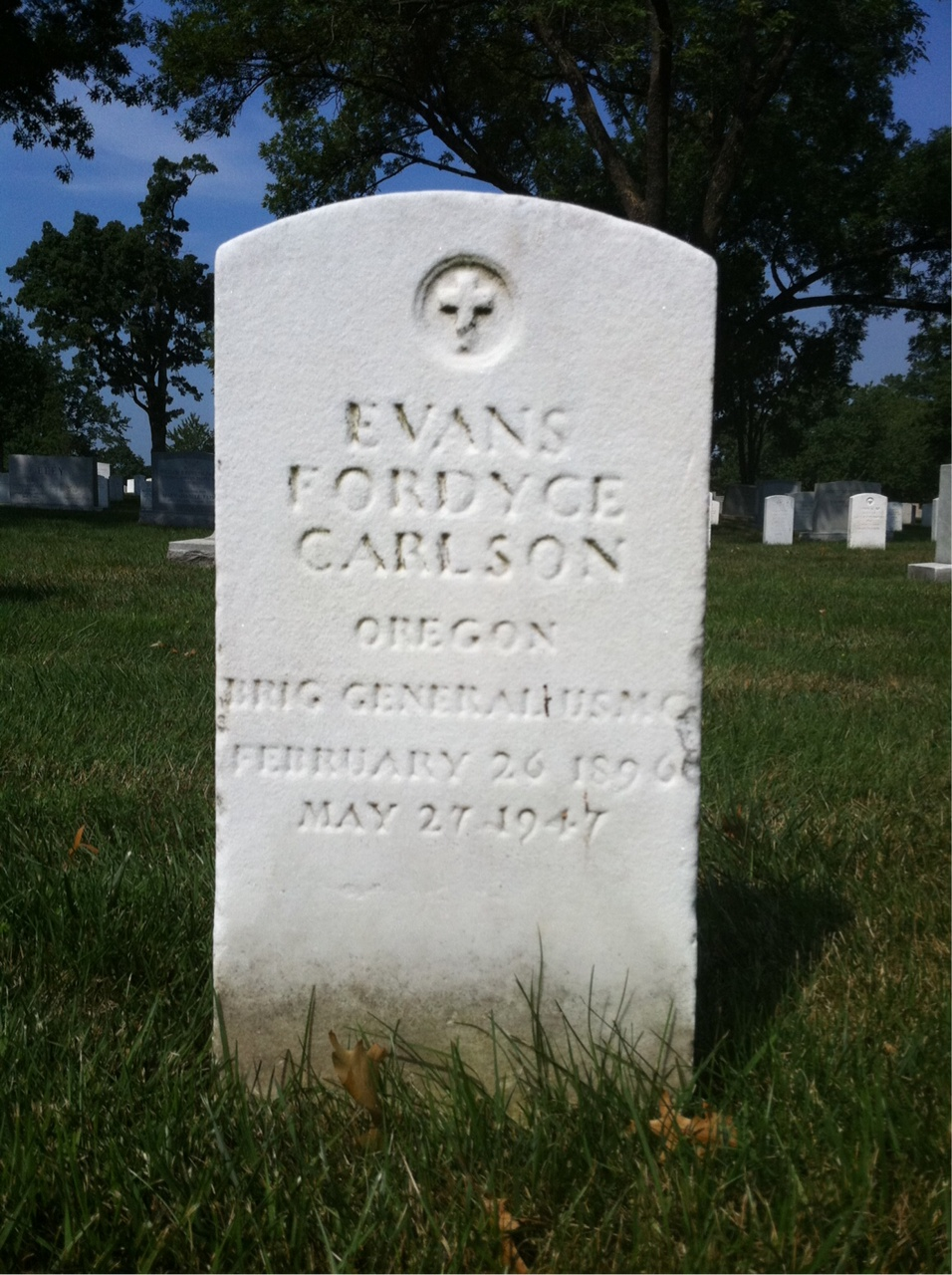
在阿灵顿国家公墓的墓碑

塞班岛作战伤残。1946年7月1日以准将军衔退役。定居在俄勒冈州Brightwood。1947年在波特兰的伊曼纽尔纪念医学中心死于心脏病。葬于阿灵顿国家公墓。

## 家人
夫人Peggy Tatum Carlson
儿子Evans C. Carlson.

## 获奖
| Gold star · Gold star |                                         |             |
| Gold star             | Bronze star · Bronze star · Bronze star |             |
|                       | Bronze star                             |             |
|                       |                                         |             |
|                       | Bronze star · Bronze star · Bronze star |             |
|                       |                                         | Silver star |

| 海軍十字勳章与2个5⁄16金星 \| 优异军团章 |                                               |                            |
| 紫心勋章 与 5⁄16 金星                   | 美国总统部队嘉许奖（海军）与3枚 3⁄16 铜星勋章 | 海军陆战队远征奖章         |
| 墨西哥服役奖章                          | 第一次世界大戰勝利獎章与法国作战纪念纽扣      | 長江服役獎章               |
| 第二次尼加拉瓜战役奖章                  | 中國服役獎章                                  | 美国防务奖章               |
| 美国战役奖章                            | 亚太战役奖章与3个3⁄16铜星                     | 第二次世界大戰勝利獎章     |
| 意大利作战优异十字勋章                  | 尼加拉瓜总统优异勋章 与5⁄16金星               | 尼加拉瓜杰出奖章与3⁄16银星 |

### 3次荣获海軍十字勳章的嘉奖词
尼加拉瓜(1930年5月16日 – 1931年5月1日)
埃文斯·福代斯·卡尔逊

美国海军陆战队中尉

尼加拉瓜国民警卫队

作战日期：1930年5月16日 – 1931年5月1日

马金岛突袭战(1942年8月17-18日)
埃文斯·福代斯·卡尔逊

美国海军陆战队预备役中校

美国海军陆战队第2突袭营营长 

作战日期：1942年8月17-18日

瓜达尔卡纳尔岛长途巡逻战(1942年11月4日-1942年12月4日)
埃文斯·福代斯·卡尔逊

美国海军陆战队预备役中校

美国海军陆战队第2突袭营营长

作战日期：1942年11月4日-1942年12月4日

## 著作目录
- Twin Stars of China, Dodd, Mead & Company, 1940.中译本《中国的双星》
- The Chinese army its organization and military efficiency, International Secretariat, Institute of Pacific Relations, 1939. (ASIN B00089LO5S)中译本：《中国的军队，它的组织和军事效能》
- Evans F. Carlson on China at War, 1937–1941, China and U.S. Publication. (ASIN B0006F13D2)

## 进一步阅读

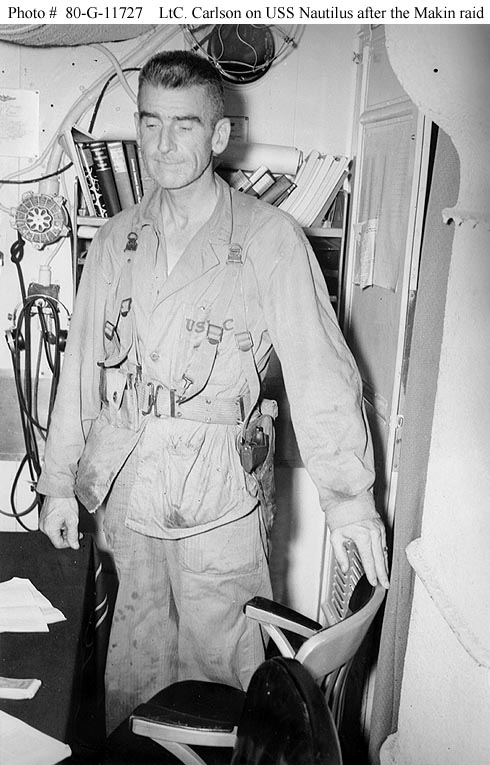
马金岛突袭战之后的卡尔逊中校

- Wukovits, John. "American Commando: Evans Carlson, His WWII Marine Raiders and America's First Special Forces Mission",  Dutton Caliber, 2010. (ISBN 0451229983)
- Blankfort, Michael. The Big Yankee: The Life of Carlson of the Raiders, Boston: Little, Brown and Company, 1947. (ASIN B0007HNZ8K)（中译本：《大佬美：突击手卡尔逊的一生》）
- Kenneth E. Shewmake."The American Literal Dream, Evans F. Carlson and Chinese Communists, 1937-1947", published in "Pacific Historical Review", 1969, Vol38，No2， page 207-219.
- Haughey, David W. "Carlson's Raid on Makin Island", Feature, Marine Corps Gazette 85(8): 56–64, August 31, 2001.
- Merillat, Herbert C. (Captain, USMCR) The Island: A History of the Marines On Guadalcanal, Boston: Houghton Mifflin Company, 1944. (Details Carlson's Long Patrol on Guadalcanal)
- Quirk, Brian J. "Reflections of Carlson's Raiders", Commentary, Marine Corps Gazette 85(8):58–61, August 31, 2001.
- Peatross, Oscar F. John P. McCarthy; John Clayborne , 编. . Review. 1995. ISBN 0-9652325-0-6.
- Smith, George W. Carlson's Raid : The Daring Marine Assault on Makin, Presidio Press, 2001. (ISBN 0-425-19019-6)
- Young, Howard. "Carlson's Raiders on Makin, 17–18 August 1942, Marine Corps Gazette 87(8): August 31, 2003.
- Wiles, W. Emerson "Tripp". . Potomac Books. 2007. ISBN 978-1-59797-055-6.